# جرمی سنگلین
جرمی سنگلین (انگلیسی: Jeremy Senglin؛ زادهٔ ۲۴ مارس ۱۹۹۵) بازیکن بسکتبال اهل ایالات متحده آمریکا است.
از باشگاه‌هایی که در آن بازی کرده‌است می‌توان به باشگاه بسکتبال آندورا و باشگاه بسکتبال فوئنلابرادا اشاره کرد.